# Suria-siddhanta
El Suria-siddhanta (texto de la Edad Media) es uno de los primeros libros de arqueoastronomía de los hinduistas. Su versión original es de autor desconocido. En él se describen las hipótesis arqueoastronómicas, los principios y los métodos de los antiguos hinduistas.
Se supone que este siddhanta (conclusión perfecta, siendo siddha: ‘perfecto’, y anta: ‘final’) es el conocimiento de que Suria (el dios del Sol) le dio a un asura llamado Maia.
Los asuras eran los enemigos de los suras o devas (los dioses hinduistas).

## Nombre y etimología
- sūryasiddhānta, en el sistema AITS (alfabeto internacional para la transliteración del sánscrito).[1]
- सूर्यसिद्धान्त, en escritura devanagari del sánscrito.[1]
- Pronunciación: /súria sidánta/ o más exactamente /súria sidjánta/.[1]
- Etimología: ‘las conclusiones del dios del Sol’, siendo:[1]
  - suria: ‘Sol’, y ‘dios del Sol’, de la raíz svar o suar: ‘cielo brillante’, de la raíz svri: ‘brillar, brillo’
  - siddhanta: ‘conclusión’, siendo siddha: ‘perfección’, y anta: ‘final, objetivo’.

## Contenido
El texto le da una significativa cobertura a los tipos de tiempo, la duración del año de los dioses y de los demonios, la duración de un día del dios Brahmá, el período transcurrido desde la creación, el movimiento de los planetas y de las estrellas hacia el este.
Se presentan algunos cálculos sobre la circunferencia de la Tierra.
Se mencionan los eclipses y el color de la porción de la Luna eclipsada.
Se explica el origen de los nombres de los días de la semana (en honor al Sol, la Luna, Mercurio, Venus, Marte, Júpiter y Saturno).
Afirma que para los asuras la esfera estrellada gira al revés, de izquierda a derecha.
El astrónomo Varaja Mijira (505-587) en su Pañcha-siddhantika contrasta a este Suria-siddhanta con otros cuatro tratados:
- el Romaka-siddhanta (‘tratado de los romanos’, basado directamente sobre la base de la astrología helenística).
- el Paulisha-siddhanta (texto basado posiblemente en algún astrólogo griego de nombre Paulus, posiblemente Paulo de Alejandría, del siglo IV d. C.).
- el Vásista-siddhanta.
- el Paitamaja-siddhanta (que está basado en el Vedanga-yiotish, la astronomía hinduista),

En las obras de Aria Bhata también se encuentran citas de este Suria-siddhanta.
El Suria-siddhanta ha sido rehecho en repetidas ocasiones.
Puede que haya existido un texto temprano con este nombre que se remonta a la Edad budista de la India (el siglo III a. C.).
El trabajo tal como se conserva en la actualidad y que fue editado por Burgess (1860) se remonta a la Edad Media.
Utpala, un comentarista del siglo X del astrónomo Varaja Mijira (505-587), cita seis slokas (versículos) del Suria-siddhanta tal como existía en esa época, y ni uno solo se puede encontrar en el Suria-siddhanta actual.
Posiblemente Bhaskara (600-680) fue uno de los que modificó la versión antigua
durante la Edad Media.[cita requerida]
El actual Suria-siddhanta sin embargo, podría considerarse como un descendiente directo del texto que analizó Varaja Mijira
Este artículo de Wikipedia analiza solo el texto conocido actualizado (el editado por Burgess en 1860).

## Astronomía
La tabla de contenido en este texto son:
1. Los movimientos de los planetas
2. La ubicación de los planetas
3. Dirección, lugar y tiempo
4. La Luna y los eclipses
5. El Sol y los eclipses
6. La proyección de los eclipses
7. Conjunciones planetarias
8. Las estrellas
9. Ortos y ocasos de los astros
10. Ortos y ocasos de la Luna
11. Algunos aspectos malignos del Sol y de la Luna
12. Cosmogonía, geografía y las dimensiones de la creación
13. El gnomon
14. El movimiento de los cielos y la actividad humana

Los métodos para calcular con precisión la sombra de un gnomon se discuten en los dos capítulos 3 y 13.

### Ciclos del tiempo
Los ciclos de tiempo astronómicos contenidos en el texto fueron muy precisos en su momento.
Cuando se calcula este ciclo de tiempo astronómico se dan los siguientes resultados:
- La duración media del año trópico como 365,2421756 días, que es sólo 1,4 segundos más corto que el valor moderno de 365,2421904 días.
- La duración media del año sidéreo, la duración real de la revolución de la Tierra alrededor del Sol, es de 365,2563627 días, que es prácticamente el mismo que el valor moderno de 365,25636305 días (J2000). Durante más de mil años, esta fue la estimación más exacta de la duración del año sideral en cualquier parte del mundo.

El valor real astronómico indicado para el año sideral sin embargo, no es tan exacto. La duración del año sideral es de 365,258756 días, el cual es más largo que el valor moderno por 3 minutos y 27 segundos.

### Diámetros planetarios
Los hinduistas ordenaban los planetas de acuerdo a la distancia que estos se alejaban de la eclíptica (el «camino» que en el cielo siguen el Sol, la Luna y los planetas):
1. Luna
2. Venus
3. Mercurio
4. Marte
5. Júpiter
6. Saturno

El Suria-siddhanta presenta los diámetros de los planetas (medidos en ángulos, tal como se ven desde la Tierra en una noche estrellada).
En la siguiente tabla se comparan sus datos con los del astrólogo greco-egipcio Claudio Ptolomeo (100-170) y el astrólogo danés Tycho Brahe (1546-1601):
| Planeta  | Suria-siddhanta | Ptolomeo | Tycho Brahe | real (mínimo) | real (máximo) |
| -------- | --------------- | -------- | ----------- | ------------- | ------------- |
| Venus    | 4,0             | 3,13     | 3,25        | 0,159         | 1,050         |
| Mercurio | 3,0             | 2,09     | 2,17        | 0,076         | 0,166         |
| Marte    | 2,0             | 1,57     | 1,67        | 0,058         | 0,392         |
| Júpiter  | 3,5             | 2,61     | 2,75        | 0,507         | 0,827         |
| Saturno  | 2,5             | 1,74     | 1,83        | 0,249         | 0,344         |

Es posible que los diámetros aparentes descritos en el Suria-siddhanta hayan sido redondeados exprofeso debido a la creencia ―relacionada con la visión mágica del universo― de que el universo está organizado de manera inteligente, con relaciones matemáticas sencillas.
Esta tabla muestra cuan exagerada puede ser cualquier determinación de los diámetros planetarios si se realiza a ojo desnudo. Este efecto se debe al conocido fenómeno de la irradiación, el cual aumenta el tamaño aparente de un objeto luminoso visto a distancia.
A ojo desnudo, ni Tycho Brahe ni Ptolomeo pudieron determinar la diferencia de diámetro cuando un planeta en su órbita alrededor del Sol está del mismo lado que la Tierra (distancia mínima) o está del otro lado del Sol (distancia máxima).
El orden de los planetas (medidos por su distancia al Sol) es la siguiente:
1. Mercurio
2. Venus
3. Tierra
4. Marte
5. Júpiter
6. Saturno
7. Urano
8. Neptuno

De acuerdo con las creencias hinduistas, el orden de los planetas es el siguiente:
1. Venus
2. Mercurio
3. Marte
4. Júpiter
5. Saturno

La Tierra no se incluye en esa lista porque los hinduistas creían que los planetas giraban alrededor de ella. No aparecen Urano ni Neptuno debido a que los hinduistas no los conocían (ya que no son visibles a simple vista, y recién en 1590 el catalán Juan Roget inventaría el telescopio).
En el Suria-siddhanta, los planetas no se ordenan de acuerdo a las creencias hinduistas sino que ―al analizar a ojo desnudo el diámetro visible de los planetas en la noche― descubrieron que entre el planeta que les parecía mayor (Venus) y el que les parecía menor (Marte) había una relación de 2 a 1; entonces dividieron la diferencia en tres partes iguales: 2,00 (Venus); 1,75 (Júpiter); 1,50 (Mercurio); 1,25 (Saturno) y 1,00 (Marte) y aplicaron ese orden.
Según los astrónomos hinduistas, todos los planetas están a la misma distancia de la Tierra, convencionalmente a la altura de la órbita de la Luna. Según el texto, la órbita de la Luna mide 324 000 ióyanas (los 360° de circunferencia). Entonces 1° (un grado) medirá 900 ióyanas, y 1’ (un minuto de grado) medirá 15 ióyanas.

Se declara que los diámetros de Marte, Saturno, Mercurio, Júpiter y Venus, medidos sobre el sendero de la Luna miden desde 30 ―incrementado por la mitad de la mitad― hasta 60.
Suria-siddhanta 7.13

El significado es el siguiente: los diámetros se miden en una unidad de longitud llamada ióyana, que según el Suria-siddhanta mide unos 8 km. Los diámetros medidos sobre la órbita de la Luna significa que los planetas se miden como si fueran globos que estuvieran todos a la misma distancia que la Luna. La mitad de la mitad de 30 es 7,5. Entonces los diámetros serían consecutivamente los siguientes:
| planeta  | según el Suria-siddhanta (en ióyanas) | según el Suria-siddhanta (en km) | diámetro real (en km) |
| -------- | ------------------------------------- | -------------------------------- | --------------------- |
| Marte    | 30,0 ióyanas                          | 240 km                           | 6787 km               |
| Saturno  | 37,5 ióyanas                          | 300 km                           | 120536 km             |
| Mercurio | 45,0 ióyanas                          | 360 km                           | 4878 km               |
| Júpiter  | 52,5 ióyanas                          | 420 km                           | 142984 km             |
| Venus    | 60,0 ióyanas                          | 480 km                           | 12100 km              |

## Usos en calendarios
En la India se utilizan ampliamente los calendarios solar y lunisolar, con sus variaciones locales, en diferentes partes de la India. Son importantes en la predicción de las fechas de celebración de varios festivales, la realización de diversos ritos, así como en todos los asuntos astronómicos. Los modernos calendarios solar y lunar-solar de la India se basan en aproximaciones cercanas a los tiempos reales de la entrada del Sol en la rasis diferentes.
Los creadores de panchang (almanaques) aun utilizan las fórmulas y ecuaciones propuestas en el Suria-siddhanta para compilar y calcular sus panchangs. El panchang es una publicación anual publicada en todas las regiones y los idiomas de la India que contienen toda la información del calendario de eventos religiosos y astrológicos. Ejerce una gran influencia en la vida religiosa y social de las personas en la India y se encuentra en la mayoría de los hogares hindúes.

## Otras lecturas
- Victor J. Katz: A history of mathematics: an introduction (‘historia de la matemática: una introducción’), 1998.
- Dwight William Johnson: Exegesis of hindu cosmological time cycles (‘exégesis de los ciclos de tiempo cosmológico hindú’), 2003.

## Ediciones
- Ebenezer Burgess, y Phanindralal Gangooly (ed.): Surya-Siddhanta: a text book of hindu astronomy [1935, con 45 págs. de comentarios de P. C. Sengupta, 1989.
- Surya Siddhanta, en letra devanagari.
- सूर्यसिद्धान्त (Surya Siddhanta) en devanagari unicode.